# Myxogastria
Classe
Taxons de rang inférieur
- Myxogastromycetidae G.W.Martin, 1961

Ordres
- Liceida
- Stemonitida
- Trichiida
- Echinostelida
- Physarales

Synonymes
- Myxomycota sensu Alexopoulos et al., 1996
- Myxomycetes Link 1833, sensu Webster & Weber, 2007

Les Myxogastria sont une classe de mycétozoaires. 